# The New Black
The New Black peti je i konačni studijski album kanadskog ekstremnog metal sastava Strapping Young Lad. Diskografska kuća Century Media Records objavila ga je 11. srpnja 2006. godine. Pojavio se na 200. mjestu glazbene ljestvice Billboard 200. Za jedini singl s albuma, "Wrong Side", snimljen je glazbeni spot, a uz pomoć računalno generiranih slika izrađen je i spot za pjesmu "Almost Again".

## Pozadina
Century Media grupi je zadala rok do kojeg je morala objaviti album; trebao je biti objavljen prije festivala Ozzfest 2006. godine. Usprkos tome, Townsend je izjavio da snimanje nije požurivano. The New Black na koncu je postao komercijalno uspješan, a i dobio je pohvale kritičara. Melodičniji je od prijašnjih albuma skupine, a na njemu se ponovno pojavljuje i podrugljivi humor prisutan na debitantskome uratku.
"Decimator" aludira na "Depth Charge" s albuma Accelerated Evolution. "Far Beyond Metal" studijska je snimka pjesme izvođene na turnejama i prethodno objavljene na uradcima No Sleep 'till Bedtime i For Those Aboot to Rock. "Almost Again" imitira klavijaturski završetak pjesme "Truth" s albuma Infinity. Gitarski rif u pjesmi "Polyphony" jednak je onome u pjesmi "Judgement" s albuma Synchestra. Rif u pjesmi "Monument" kasnije je iskorišten u skladbi "Lucky Animals" na Epicloudu. Instrumentalna inačica pjesme "Fucker" objavljena je u box setu Contain Us.
Posebna inačica albuma objavljena je s dodatnim CD-om, na kojem se nalaze pjesme različitih izvođača koji su u to vrijeme surađivali s Century Medijom. Europska inačica albuma sadrži dvije bonus pjesme: "The Long Pig" i obradu Melvinsove pjesme "Zodiac". Japanska inačica sadrži pjesmu "The Long Pig" i instrumentalnu skladbu "C:enter:###".

## Promidžba i turneja
Krajem svibnja 2006. snimljen je glazbeni spot za "Wrong Side", jedini singl s albuma. U lipnju iste godine Strapping Young Lad otišao je na kraću europsku turneju po festivalima, tijekom koje je nastupio na festivalima Rock am Ring i Rock im Park u Njemačkoj, kao i na festivalu Download u Ujedinjenom Kraljevstvu, nakon čega je održao koncert na drugoj Ozzfestovoj pozornici u srpnju i kolovozu – ondje je nastupio pred najvećom publikom u cijeloj karijeri.

## Objava i recenzije
The New Black objavljen je 11. srpnja 2006. godine. Pojavio se na 200. mjestu ljestvice Billboard 200, 15. mjestu ljestvice Top Independent Albums i 8. mjestu ljestvice Top Heatseekers jer je u prvom tjednu objave prodan u više od 4000 primjeraka.
Cosmo Lee iz Stylus Magazinea album je opisao "žestokim, zaraznim i bez nepotrebno umetnutih pjesama", dok je Chad Bowar s mrežnog mjesta About.com uratku dao četiri i pol zvjezdice od njih pet; izjavio je: "Ovo je slojevit i žestok CD, ali ima i nekih pamtljivih dionica".
AllMusicova Tammy La Gorce dodijelila mu je tri i pol zvjezdice od njih pet i izjavila: "Iako SYL nastavlja širiti svoja krila i istraživati granice metala koje pucaju i vrište, u određenim trenutcima zvuk The New Blacka ne zvuči uopće novo, nego gotovo kao da je ukraden iz 1970-ih – Bruce Dickinson mogao bi biti ponosan."

## Popis pjesama
Tekstovi: Devin Townsend, glazba: Strapping Young Lad.
| 1.    | »Decimator«        | 2:54 |
| 2.    | »You Suck«         | 2:40 |
| 3.    | »Anti Product«     | 3:56 |
| 4.    | »Monument«         | 4:12 |
| 5.    | »Wrong Side«       | 3:35 |
| 6.    | »Hope«             | 5:02 |
| 7.    | »Far Beyond Metal« | 4:36 |
| 8.    | »Fucker«           | 3:54 |
| 9.    | »Almost Again«     | 3:44 |
| 10.   | »Polyphony«        | 1:55 |
| 11.   | »The New Black«    | 6:16 |
| 42:44 |                    |      |

| Bonus pjesme s europske inačice albuma | Bonus pjesme s europske inačice albuma | Bonus pjesme s europske inačice albuma | Bonus pjesme s europske inačice albuma | Bonus pjesme s europske inačice albuma | Bonus pjesme s europske inačice albuma | Bonus pjesme s europske inačice albuma | Bonus pjesme s europske inačice albuma | Bonus pjesme s europske inačice albuma | Bonus pjesme s europske inačice albuma |
| Br.                                    | Skladba                                | Trajanje                               |                                        |                                        |                                        |                                        |                                        |                                        |                                        |
| -------------------------------------- | -------------------------------------- | -------------------------------------- | -------------------------------------- | -------------------------------------- | -------------------------------------- | -------------------------------------- | -------------------------------------- | -------------------------------------- | -------------------------------------- |
| 12.                                    | »The Long Pig«                         | 1:30                                   |                                        |                                        |                                        |                                        |                                        |                                        |                                        |
| 13.                                    | »Zodiac« (obrada pjesme The Melvinsa)  | 4:00                                   |                                        |                                        |                                        |                                        |                                        |                                        |                                        |
| 48:14                                  |                                        |                                        |                                        |                                        |                                        |                                        |                                        |                                        |                                        |

| Bonus pjesme s japanske inačice albuma | Bonus pjesme s japanske inačice albuma | Bonus pjesme s japanske inačice albuma | Bonus pjesme s japanske inačice albuma | Bonus pjesme s japanske inačice albuma | Bonus pjesme s japanske inačice albuma | Bonus pjesme s japanske inačice albuma | Bonus pjesme s japanske inačice albuma | Bonus pjesme s japanske inačice albuma | Bonus pjesme s japanske inačice albuma |
| Br.                                    | Skladba                                | Trajanje                               |                                        |                                        |                                        |                                        |                                        |                                        |                                        |
| -------------------------------------- | -------------------------------------- | -------------------------------------- | -------------------------------------- | -------------------------------------- | -------------------------------------- | -------------------------------------- | -------------------------------------- | -------------------------------------- | -------------------------------------- |
| 12.                                    | »The Long Pig«                         | 1:30                                   |                                        |                                        |                                        |                                        |                                        |                                        |                                        |
| 13.                                    | »C:Enter:###« (instrumental)           | 3:07                                   |                                        |                                        |                                        |                                        |                                        |                                        |                                        |
| 47:13                                  |                                        |                                        |                                        |                                        |                                        |                                        |                                        |                                        |                                        |

## Zasluge
| Strapping Young Lad - Devin Townsend – vokali, gitara, programiranje, produkcija, tonska obrada, aranžman - Jed Simon – gitara - Byron Stroud – bas-gitara - Gene Hoglan – bubnjevi, tonska obrada bubnjeva, aranžman Ostalo osoblje - Mike Fraser – miksanje - Shaun Thingvold – tonska obrada - Rob Shallcross – tonska obrada; tonska obrada bubnjeva - Chonand Sho Murray – tonska obrada - Rob Stephenson – asistencija pri tonskoj obradi bubnjeva - Mike Cashik – asistencija pri miksanju - Ryan Van Poederooyen – tehničar bubnjeva - UE Nastasi – masteriranje - Travis Smith – dizajn, omot albuma - Omer Cordell – fotografija | Dodatni glazbenici - Willy Campagna – klavijature, semplovi, dodatni vokali - Oderus Urungus – dodatni vokali (na pjesmi "Far Beyond Metal") - Bif Naked – dodatni vokali (na pjesmi "Fucker") - Chris Valagao – dodatni vokali - Cam Croetch – dodatni vokali - Ross Living – dodatni vokali - Eden Wagonner – dodatni vokali - Dave Young – dodatni vokali, snimanje vokala, Hammond orgulje, dodatne klavijature - Mike Young – dodatni vokali - Tyler Thorne – dodatni vokali - Rocky Milino – dodatni vokali, tonska obrada - Aleks Kowalski – dodatni vokali - Deborah Tyzlo – dodatni vokali - Marnie Mains – dodatni vokali - Omolara Oyesiku – dodatni vokali - Andy Codrington – trombon - Jeff Feinstein – drvena puhačka glazbala - Doug Gorkoff – violončelo - Meghan Engel – violina, viola |